# Mountain Chief
Mountain Chief o Ninastoko (Alberta, 1848-1942) fou un dels més destacats cabdills blackfoot. Des del 1866 fou un reconegut guerrer contra els crow i kutenai, tot enfrontant-se al seu cap Cut Nose. El 1873 restà coix per una ferida crow, però viatjà sovint a Washington per a signar tractats amb els estatunidencs, com el de Sweetgrass Hills del 1866, o el del 1895 pel que cedien el Glacier National Park. Fou l'últim cap hereditari blackfoot.